# Inòpia
Inòpia va ser un grup musical valencià de rock alternatiu originari de la Ribera del Xúquer.
Fundat a Sueca l'any 2001 pel cantant Raül Adam, el guitarrista Pere Vendrell, el baixiste Llorenç Martínez i el bateria carcaixentí Camilo García, dos anys després començaren a treballar en l'enregistrament del seu primer disc, Latent: gravat als estudis RPM de València, produït per ells mateixos amb Roger García i editat finalment per Districomú en setembre de 2005, la portada mostra un arrossar amb la Muntanyeta dels Sants al fons i el digipak anava embolcallat en tela de sac.
No debades, Latent inclou dos cançons de tall localista: la musicació d'un poema de Joan Fuster (Ara que véns, primavera) i una cançó pròpia sobre la idiosincràsia suecana (El meu poble). A les acaballes del mateix any el grup s'uní a El Corredor Polonés, Gàtaca, Paral·lel 84 i Voltor per a organitzar un festival itinerant de rock alternatiu en valencià, el Tourbolet Show, dins del qual han realitzat la major part d'actuacions a llocs com València, Sueca, Ontinyent, l'Alcúdia, Carcaixent (amb els Antònia Font) o Alcoi (amb Phil de Vient).
El 10 de setembre del 2007 començaren a gravar un segon disc als estudis Millenia amb la producció de Vicent Sabater (Presuntos Implicados, Seguridad Social, Los Piratas, El Koala): Les 4 estacions de l'arròs és un àlbum conceptual sobre el cultiu de l'arròs al llarg de dotze cançons separades en quatre blocs, un per cada estació de l'any, amb un llibret il·lustrat per Àlex Mortimer que narra la vida d'un personatge anomenat Jimmi l'Arròs mitjançant les lletres de les cançons.
L'edició del disc es veié interrompuda en part per l'íctus que patí Llorenç Martínez el 6 de gener del 2008 (la qual cosa obligà el grup a buscar un suplent, el també carcaixentí Alfred Lorente), però principalment per l'absència de cap discogràfica interessada a editar-los-el. Al remat, es publicà en el segell Mésdemil i el presentaren oficialment el 24 de gener del 2009 en un concert acústic al claustre de la Biblioteca Suecana.
El 27 de febrer del 2010 participaren en un homenatge a Salvador Espriu al Teatre El Micalet junt amb Albert Batiste i Òscar Briz: per a l'ocasió, el grup va musicar dos poemes d'Espriu, Assentiré de grat i Per ser cantada en la meua nit, publicats junt amb el de Fuster en un últim EP.

## Discografia
| any  | títol                       | segell     | comentaris                                                                   |
| ---- | --------------------------- | ---------- | ---------------------------------------------------------------------------- |
| 2005 | Latent                      | Districomú | nou cançons, entre les quals Colors i El meu poble                           |
| 2008 | Les 4 estacions de l'arròs  | mésdemil   | dotze cançons, tres per cada estació de l'any, entre les quals On tot és pla |
| 2010 | Homenatge a Salvador Espriu | s7tclaus   | EP amb tres cançons                                                          |